# ناتالي تالمادج
ناتالي تالمادج (بالإنجليزية: Natalie Talmadge)‏ هي ممثلة أمريكية، ولدت في 29 أبريل 1896 ببروكلين في الولايات المتحدة، وتوفيت في 19 يونيو 1969 بسانتا مونيكا في الولايات المتحدة بسبب قصور القلب.

## أعمال

### أفلام
- (1917) بطل الريف
- (1918) في الغرب
- (1921) البيت المسكون
- (1923) ضيافتنا

## وصلات خارجية
- ناتالي تالمادج على موقع IMDb (الإنجليزية)
- ناتالي تالمادج على موقع أول موفي (الإنجليزية)
- ناتالي تالمادج على موقع قاعدة بيانات الأفلام السويدية (السويدية)
- ناتالي تالمادج على موقع قاعدة بيانات الفيلم (الإنجليزية)